# Астерикс: Земля Богов
«Астери́кс: Земля́ Бого́в» (фр. Astérix: Le domaine des dieux) — французский полнометражный анимационный фильм, снятый по мотивам комиксов Рене Госинни и Альбера Удерзо о галльских воинах Астериксе и Обеликсе в 2014 году студией Микрос Image. Мультфильм вышел во Франции 26 ноября 2014 года. Это первый мультфильм серии, сделанный в формате 3D.

## Сюжет
Астерикс и его лучший друг Обеликс продолжают свою многолетнюю борьбу с Цезарем, который хочет наконец-то расправиться с неукротимыми галлами. В этот раз Цезарь приказывает построить вокруг деревни Астерикса жилой комплекс для римлян — «Землю Богов». Из-за стройки в лесу не осталось кабанов и Обеликс от голода потихоньку теряет свою богатырскую силу.
В галльской деревне хаос и смятение. Но предприимчивые жители деревни (например кузнец и торговец рыбой) устроили неплохой бизнес на новосёлах. А позже и вся деревня (кроме Астерикса, Обеликса и Панорамикса) захотели жить «как римляне» в «Земле Богов». Панорамикса похищают, чтобы он не помог Астериксу. Происходящее Цезарь воспринял как полную победу над галлами. Однако Астерикс не сдаётся, и даже без волшебного зелья ему удаётся спасти своих земляков, кроме того, в этом ему помогает одна римская семья.

## Роли озвучивали
- Астерикс — Роже Карель (87-летний актёр озвучил Астерикса в девятый раз, первый раз Роже Карель озвучил его в 1967 году в мультфильме «Астерикс из Галлии»)
- Обеликс — Гийом Бриа
- Юлий Цезарь — Филипп Морье-Жену
- Центурион — Александр Астье
- Фуллиавтоматикс — Лионель Астье
- Англаигус — Лоран Дойч
- Сенатор — Брис Фурнье
- Унхагиникс — Франсуа Морель
- Роман — Деви Моуриер
- Абраракорсикс — Серж Папагалли
- Шеф-повар Когорта — Элли Гулдинг

## Культурные отсылки
- Когда галлы придумывают, как выпроводить римлян из леса, глава деревни произносит фразу «Вы приходите в мой лес, но вы не уважаете меня», что является отсылкой к фразе дона Вито Корлеоне в фильме «Крестный отец».
- Сцена, когда Обеликс карабкался по зданию, как горилла, — отсылка к фильму «Кинг-Конг»
- Когда Панорамикс загородил от римских солдат котёл с волшебным зельем, он произнёс фразу «Ты не пройдёшь!»: фразу Гэндальфа из фильма «Властелин колец: Братство Кольца» (на что оттолкнувший друида солдат заявляет: «Тоже мне, Гэндальф!»)
- В мультфильме используется композиция  Sara perche ti amo  в исполнении группы  Ricchi e Poveri.